# Головня (болезнь)
Головня́ — болезнь растений, вызываемая головнёвыми грибами.
Поражает многие растения, но наибольший вред наносит зерновым культурам, урожайность которых снижается на 20-30 %. При заражении происходит разрушение поражённых частей с образованием большого количества хламидоспор в виде чёрной порошкообразной массы, в результате чего растения выглядят как бы покрытыми сажей или обугленными. Иногда споровая масса имеет неприятный запах. Болезнь широко распространена; заражение может происходить как при прорастании семян, так и в течение всего вегетационного периода.

## Виды болезни
У зерновых культур наиболее часто встречаются твёрдая головня пшеницы (возбудитель Tilletia tritici), пыльная головня пшеницы (возбудитель Ustilago tritici), карликовая головня озимой пшеницы (возбудитель Tilletia controversa), стеблевая головня пшеницы (возбудитель Urocystis tritici), каменная головня ячменя (возбудитель Ustilago hordei), чёрная головня ячменя (возбудитель Ustilago nigra), пыльная головня овса (возбудитель Ustilago avenae), твёрдая головня овса (возбудитель Ustilago levis), твёрдая головня ржи (возбудитель Tilletia secalis), стеблевая головня ржи (возбудитель Urocystis occulta), пузырчатая головня кукурузы (возбудитель Ustilago zeae), пыльная головня проса (возбудитель Sphacelotheca panici-miliacei) и пр.
Помимо зерновых, головня также поражает растения семейства лилейных, гречишных, гвоздичных, сложноцветных и пр. Часто встречается головня лука, поражающая лук-сеянец: сначала на листьях возникают продольные чёрные полоски, а затем кожица растрескивается и выступает чёрная споровая масса.
Меры борьбы — использование устойчивых сортов, протравливание семян, севооборот, использование незаражённых семян, дезинфекция почвы, обеззараживание зернохранилищ.

## Хозяйственное значение

### Головня кукурузы
Кукурузная (пузырчатая) головня съедобна и в Мексике широко употребляется в пищу со времён ацтеков. Иногда хозяева сами заражают растения. Однако в других странах этот продукт пищевым не признаётся.
Эта головня также может быть источником многих ценных химических веществ.

### Головня цицании широколистной
Головня Цицании широколистной (возбудитель Ustilago esculenta) вызывает разрастание прикорневой части стеблей растения. Эти гипертрофированные стебли считаются ценным пищевым продуктом во многих странах Восточной азии. Если по каким-то причинам заражения не происходит, это наносит разорительный ущерб урожаю.